# Бабице
Бабице су најчешће женске особе које помажу женама приликом порођаја. У Француској их називају „мудрим женама“, а у Јапану „женама које масирају“. Данас посао бабица обављају гинеколошко-акушерске сестре. Оне се разликују од медицинских сестара, али могу бити обучене да раде и као медицинске сестре.

## Историја
Бабице се помињу у Библији, односно у Старом завету, у „Књизи изласка“. У тој књизи оне су описане као хероине које су лукавством избегле сурову наредбу тадашњег египатског фараона да убију сваког мушког потомка Хебреја на порођају.
Током средњег века, улоге бабице би се најчешће прихватала породиљина другарица и осим што би помагала приликом порођаја, бринула би о мајци и беби, као и о домаћинству све док се породиља не опорави. Такве жене су се називале „божје сестре“ или „сестре од Бога“.
У новије време, бабица је постало занимање, које је организовано од стране друштва и за које постоје посебне школе. У Енглеској је 1881. основан Краљевски колеџ за бабице који је имао за циљ да промовише ово занимање једначећи га са науком и уметношћу. Многе бабице данас припадају овој организацији.